# 말레나 알테리오
말레나 알테리오(Malena Alterio, 1974년 1월 21일 ~ )는 스페인의 배우이다.

## 출연 작품
- 페르디엔도 엘 노르테 (2015)
- 결혼식 (2012)
- 로드 투 산티아고 (2009)
- 본 투 서퍼 (2009)
- 너의 한마디 (2008)
- 미구엘과 윌리엄 (2007)
- 라 토레 드 수소 (2007)
- 캐주얼 데이 (2007)
- 토레몰리노스 73 (2003)